# The Winged Man
The Winged Man est un roman de science-fiction, écrit en 1967 par A. E. van Vogt (Canada) et Edna Mayne Hull (Canada). Il n'est pas traduit en français
Ce roman est une version allongée de la nouvelle The Winged Man écrite par Edna Mayne Hull et originellement publiée dans Astounding Stories en 1944. Van Vogt aurait ajouté 25 000 mots et un méchant, tout comme il aurait tiré profit du caractère de certains personnages.

## Résumé
Lorsqu'un être mi-homme mi-oiseau touche le sous-marin qu'il commande, un lieutenant et son bâtiment sont projetés dans un lointain futur. Malgré eux, les occupants du sous-marin seront engagés dans une guerre entre les êtres ailés et des monstres marins.